# Radicalisation islamiste dans les prisons européennes
La radicalisation est la persuasion et le recrutement de jeunes vers l'islamisme et le djihad violent. Les jeunes hommes purgeant une peine dans les prisons européennes sont particulièrement vulnérables à la radicalisation[réf. nécessaire].

## Ordre social carcéral
Des terroristes célèbres comme Salah Abdeslam sont au sommet de la « hiérarchie sociale » dans les prisons d'Europe occidentale. Des islamistes moins connus utilisent leurs peines de prison comme des opportunités pour recruter de jeunes hommes, en particulier de jeunes musulmans, pour qu'ils s'engagent dans l'islamisme et le jihad violent comme la perpétuation d'attentats terroristes. Les recruteurs islamistes offrent aux jeunes petits criminels un « sens à leurs vies ».

## Par pays

### Belgique
Les islamistes recrutaient de jeunes prisonniers en leur parlant, à travers les fenêtres des cellules et dans les salles de sport, du traitement injuste des immigrés en Europe et des musulmans tués lors de l'invasion occidentale de l'Irak.

### France
Un audit du gouvernement français sur le système pénitentiaire a décrit les islamistes radicaux comme constituant une sorte d '«aristocratie» carcérale, régissant les codétenus en leur interdisant d'écouter de la musique, de prendre une douche ou de regarder un événement sportif féminin à la télévision. Ils possèdent des téléphones portables et sont en contact régulier avec d'autres islamistes en Europe et au Moyen-Orient.
50% à 60% des ~67 000 criminels condamnés purgeant une peine dans les prisons françaises sont musulmans (les musulmans représentent 7,5% de la population française).
Le terroriste du musée juif de Bruxelles s'est radicalisé dans une prison française, tout comme l'assassin de masse Amedy Coulibaly,. Amedy Coulibaly a planifié son crime avec Chérif Kouachi, qu'il a rencontré alors qu'il était incarcéré à la prison de Fleury-Mérogis.

## Sources et références
1. 1 2 3 4 5 6  (en-US) Noemie Bisserbe, « European Prisons Fueling Spread of Islamic Radicalism », sur WSJ (consulté le 24 novembre 2022)
2. 1 2  (en) Steven Mufson, « How Belgian prisons became a breeding ground for Islamic extremism » , sur www.washingtonpost.com, 27 mars 2016 (consulté le 24 novembre 2022)
3. ↑  « Terrorist Amedy Coulibaly met former French President Nicolas Sarkozy in 2009, years before Paris murder spree », Daily News, New York, 9 janvier 2015